# Arturo Umberto Illia
Arturo Umberto Illia Francesconi (ur. 4 sierpnia 1900 w Pergamino, zm. 18 stycznia 1983 w Córdobie) – argentyński polityk i lekarz, absolwent Uniwersytetu Buenos Aires, działacz Obywatelskiej Unii Radykalnej (UCR), przeciwnik dyktatorskiej prezydentury Juana Domingo Perona, prezydent od 12 października 1963 do 28 czerwca 1966 z ramienia Obywatelskiej Unii Radykałów Ludowych (UCRP), obalony przez wojsko.
Pochodził z rodziny włoskich emigrantów. W 1927 roku ukończył studia medyczne i rozpoczął praktykę lekarską w prowincji Córdoba. W 1936 roku został wybrany do senatu prowincji, cztery lata później został wicegubernatorem prowincji Córdoba. 
W 1938 roku ożenił się z Silvią Martorell, mieli troje dzieci. 
W 1948 roku wystartował w wyborach do Zgromadzenia Narodowego, uzyskując mandat. Występował przeciwko dyktaturze, wprowadzanej wówczas przez Juana Peróna. W 1952 bezskutecznie ubiegał się o reelekcję. 
W 1963 roku, gdy wojskowi zgodzili się na przeprowadzenie wolnych wyborów, wystartował w nich, jako kandydat  Radykalnej Unii Obywatelskiej (UCR - Unión Cívica Radical). Zwyciężył, uzyskując 27% głosów. Jako prezydent przejął kraj borykający się ze znacznym kryzysem gospodarczym, jednak nagła zmiana sposobu zarządzania wywołała pierwsze oznaki poprawy sytuacji. Illia bezskutecznie starał się nie dopuścić do ponownego zjednoczenia peronistów, mających poparcie w związkach zawodowych, z ich przebywającym na wygnaniu, liderem. W 1966 roku peroniści wsparli wojskowy przewrót, po którym władzę przejął wódz naczelny armii Juan Carlos Onganía.   